# Ditaxis purpurascens
Ditaxis purpurascens là một loài thực vật có hoa trong họ Đại kích. Loài này được (S.Moore) Pax & K.Hoffm. mô tả khoa học đầu tiên năm 1912.